# Берсенёв, Михаил Терентьевич
Михаил Терентьевич Берсенёв (род. 12 января 1937) — советский и казахстанский государственный деятель, министр внутренних дел Казахской ССР  (апрель 1990 — декабрь 1991), министр внутренних дел Республики Казахстан (декабрь 1991 — апрель 1992 по другим источникам до февраля 1992 года).

## Биография
Родился 12 января 1937 в селе Майкопчагай Маркокольского района Восточно-Казахстанской области в рабоче-крестьянской семье.
В 1953 году после окончания 8 классов устроился на работу слесарем в Усть-Каменогорское предприятие п/я-10, работая на данном предприятии, продолжал учиться в вечерней школе рабочей молодёжи.
В 1955—1957 году, окончив 10 классов, поступил учиться в Ташкентскую школу милиции МВД СССР.
В 1957 году и стал работать в системе МВД, вначале оперуполномоченным уголовного розыска, затем старшим, заместителем начальника отделения милиции, начальником отделения отдела БХСС УВД Восточно-Казахстанской области.
В 1964 году окончил заочно высшую школу МВД СССР, получив высшее юридическое образование.
С января 1967 года являлся членом КПСС.
В мае 1970 года назначен начальником районного отдела внутренних дел Глубоковского райисполкома Восточно-Казахстанской области.
В 1973 году назначен заместителем начальника Управления внутренних дел Восточно-Казахстанского облисполкома.
В 1974—1976 учёба в Академию МВД СССР.
В 1976 году направлен на работу в Восточно-Казахстанскую область на должность заместителя начальника Управления внутренних дел.
В августе 1978 года был назначен на должность начальника Управления внутренних дел Кокчетавского облисполкома.
1984 — Звание генерала-майора милиции присвоено постановлением Совета министров СССР № 1093 от 29.10.1984 года.
В феврале 1989 года назначен на должность начальника Управления внутренних дел Джамбульского облисполкома.
В феврале 1990 года по 16 декабря 1991 года работал министром внутренних дел Казахской ССР.
1991 — Звание генерала-лейтенанта милиции присвоено Указом Президента СССР № УП-3050 от 18.12.1991 года.
С 16 декабря 1991 по апрель 1992 — министр внутренних дел Республики Казахстан.

## Семья
Женат. Жена — Берсенева Тамара Васильевна, имеет 2-х сыновей: Берсенев Андрей Михайлович (1960 года рождения), Берсенев Сергей Михайлович (1966 года рождения).

## Награды
В период работы был награждён
- 9-ю медалями Советского Союза,
- почетной грамотой Президиума Верховного Совета Казахской ССР:
- знаком «Отличник милиции» приказом УВД Восточно-Казахстанской области № 025 от 04.04.1958 года;
- медалью «За безупречную службу III степени» приказом МВД СССР № 378 от 25.10.1965 года;
- юбилейной медалью «50 лет Советской милиции» Указом Президиума Верховного Совета СССР от 20.11.1967 года;
- юбилейной медалью «За доблестный труд» к 100-летию со дня рождения В. И. Ленина Указом Президиума Верховного Совета СССР от 24.03.1970 года;
- медалью «За безупречную службу II степени» приказом МВД СССР № 849 от 26.10.1970 года;
- медалью «За безупречную службу I степени» приказом МВД СССР № 561 от 22.10.1975 года
- знаком «Заслуженный работник МВД» приказом МВД СССР № 477л/с от 02.12.1981 года;
- орденом «Знак Почета» Указом Президиума Верховного Совета СССР № 6595 — Х от 22.02.1982 года;
- медалью «Ветеран труда» приказом МВД СССР № 253л/с от 03.05.1984 года;
- медалью «За отличную службу по охране общественного порядка», присвоенный Указом Президиума Верховного Совета Казахской ССР от 25.03.1986 года;

Ранее неоднократно избирался депутатом районных, городских и областных Советов народных депутатов и членом их исполкомов. Избирался членом Пленумов райкомов, горкомов, обкомов партии.
Являлся делегатом XVI съезда Компартии Казахстана.
Также вошёл в Состав правительства Казахской ССР, утверждённый 28 июня 1991 года как министр внутренних дел Казахской ССР